# 塞爾焦·羅西
塞爾焦·羅西（義大利語：Sergio Rossi，1935年7月31日—2020年4月2日），意大利鞋子設計師、鞋商。他是奢侈品牌塞喬羅西的創立者，因設計各類女鞋而知名。
塞爾焦自幼和他身为鞋匠的父亲学艺并在1968年正式建立自己同名的鞋履品牌。他的儿子賈維托·羅西（Gianvito Rossi）也是一名高级女鞋設計師。塞爾焦的設計为多位高级时装品牌和艺人名流所用，包括范思哲、爱莉安娜·格兰德、芭黎絲·希爾頓等。
2020年4月2日，罗西因为2019冠狀病毒病而在意大利一间医院的加護病房病逝。他去世前曾經在3月宣布捐赠100,000欧元给一间米兰医院以面对2019冠状病毒病意大利疫情。